# Great Lumley
Great Lumley ist ein Dorf im englischen County Durham im Süden Chester-le-Streets. Das Dorf wird architektonisch von dem 1392 durch Sir Ralph Lumley von einem Herrenhaus zur Burg umgebauten Lumley Castle dominiert.

## Geschichte
Der Ort befand sich lange im Besitz der namensgebenden englischen Adelsfamilie Lumley. Die Familie führt ihren Ursprung auf einen sächsischen Ahnherrn Liulph, der vor den in England eindringenden Wikingern nach Norden floh und sich hier niederließ, zurück.
Früher wurde auch Kohle am Ort abgebaut. Am 9. Oktober 1819 ereignete sich eine Grubengasexplosion, die 13 Todesopfer und viele Verletzte forderte.

## Persönlichkeiten
- Alan Clark, in Great Lumley geboren